# David M. LeVan
David Michael LeVan (geboren 1946 in Gettysburg) ist ein amerikanischer Eisenbahnmanager. Er war Präsident und Chief Executive Officer von Conrail.

## Leben
Der Sohn des Klempners A. LeRoy LeVan und Mildred Miller hatte einen Bruder und eine Schwester. Er wuchs in Gettysburg auf. David Michael LeVan besuchte bis 1963 die Valley Forge Military Academy. Anschließend studierte er am heimischen Gettysburg College. 1968 erlangte er den Abschluss in Betriebswirtschaftslehre.
Danach begann er für das Wirtschaftsprüfungsunternehmen Coopers and Lybrand zu arbeiten. 1978 wechselte er als Controller zur staatlichen Bahngesellschaft Conrail. Ab 1986 war er für die Finanzen hauptverantwortlich tätig und ab dem 1. September 1988 war er für die strategische Planung und die Unternehmensentwicklung zuständig. Zum 1. Januar 1991 wurde LeVan Senior Vice President Corporate Systems und ab Juni 1992 Senior Vice President für den operativen Betrieb. 1993 wurde er Executive Vice President für den operativen Betrieb. Zum 1. Oktober 1994 wurde er Präsident und Chief Operating Officer. Im März 1995 wurde LeVan Chief Executive Officer und zum 15. Mai 1996 folgte noch die Übernahme des Vorsitzes im Aufsichtsrat von James A. Hagen. In seine Amtszeit fielen die Übernahmeverhandlungen ab Oktober 1996 mit der CSX Corporation und der Norfolk Southern, die schließlich in der Aufteilung des Unternehmens endete. Damit zerschlug sich auch der Plan von LeVan, die aus Conrail und CSX fusionierte Bahngesellschaft als Präsident und CEO zu leiten. Mit der Übernahme von Conrail durch die beiden Gesellschaften endete am 22. August 1998 seine Tätigkeit für die Bahngesellschaft.
Von 1998 bis 2001 saß er im Aufsichtsrat des Fußbodenherstellers Armstrong Holdings Inc.
David LeVan verlegte 1999 seinen Wohnsitz wieder in seinen Heimatort Gettysburg und im Juli 2000 eröffnete der passionierte Motorradfahrer eine Harley-Davidson-Vertretung.
Ab 2005 versuchte er mehrfach im Bereich Gettysburg einen Hotelkomplex mit Glückspielkonzession zu errichten. Er scheiterte jedoch regelmäßig am Widerstand der Bevölkerung.
Von 1994 bis 2000 saß er im Kuratorium des Gettysburg College, Vorsitzender des Gremiums war er von 1998 bis 2000. Außerdem ist er Mitglied im National Trust for Historic Gettysburg sowie in der Philadelphia Fire Department Historical Corporation. 2004 unterstützte er die Sanierung des Majestic Theaters am Gettysburg College mit einer Million Dollar, dieses wurde ihm zu Ehren „Jennifer and David LeVan Performance Arts Center“ genannt. Am Gettysburg College finanziert er einen Professorenstelle für Ethik und Management.